# 港家小柳丸 (4代目)
四代目 港家 小柳丸（よだいめ みなとや こりゅうまる、1962年2月28日 - ）は、浪曲師。山口県周南市出身。

## 経歴
母が港家小柳嬢、父が東家秀若という浪曲一家に生まれる。
4代目港家小柳や母の港家小柳嬢、4代目東家三楽に師事。
はじめ港家燕雀の名で初舞台を踏み、のちに港家若柳を経て1987年に東家若燕を襲名。
東家若燕から2018年10月襲名。

## 弟子
- 港家小蝶次